# Fire Drill
Fire Drill è un singolo della cantante statunitense Melanie Martinez, pubblicato il 26 giugno 2020 dall'etichetta discografica Atlantic Records.
È stato utilizzato come colonna sonora nei titoli di coda del film K-12.